# شافي الشمري
شافي الشمري (5 سبتمبر 1988) ممثل سعودي.

## أعماله

### أفلام
- 2022 فيلم قرقيعان بدور حمزة.[3]

### مسلسلات
- 2017 مسلسل ظل الحلم.[4]
- 2018 مسلسل شير شات.
- 2019 عندما يكتمل القمر (مسلسل) بدور طلال.[5]
- 2019 سريع سريع (مسلسل).[6]
- 2020 مسلسل إف بي آي عام.[7]
- 2021 بخور القصائد.[8]
- 2022 فقد (مسلسل) بدور مشعل.[9]